# Saint-Georges-de-la-Couée
Saint-Georges-de-la-Couée é uma comuna francesa na região administrativa do País do Loire, no departamento de Sarthe. Estende-se por uma área de 11.68 km². Em 2010 a comuna tinha 160 habitantes (densidade: 13,7 hab./km²).